# Песнь Маргариты (Глинка)
«Песнь Маргариты» — романс М. И. Глинки на слова из трагедии «Фауст» И. В. Гёте в переводе Э. Губера. Написан в 1848 году в Варшаве.

## История
В своих «Записках» (завершённых в 1855 году) Глинка вспоминает об обстоятельствах написания романса: «Осенью в сентябре появилась холера в Варшаве. Из предосторожности я не выходил из комнат, тем более, что мимо нашего дома на Рымарской улице ежедневно провожали много похорон. Сидя дома, я принялся за дело, написал романсы: „Слышу ли голос твой“, слова Лермонтова, „Заздравный кубок“ Пушкина, который посвятил вдове Клико, и „Маргериту“ из „Фауста“ Гёте, переведённый Губером». Глинка упоминает также, что тексты для романсов предложил ему П. П. Дубровский, в то время бывший в Варшаве цензором.
О том же пишет в своих воспоминаниях о Глинке и Дубровский: «Однажды мы вместе читали гётева „Фауста“ и остановились на песне Маргариты: „Meine Ruh' ist hin, / Mein Herz ist schwer“ и т. д. Я намекнул ему, как прекрасно было бы воссоздать эту песню в музыкальных звуках; даже принёс ему на другой день русский перевод Губера (изд. 1838), и превосходная музыка на него была готова через несколько дней».
Автограф романса не обнаружен. Впервые опубликован М. И. Бернардом в 1848 году (по другим источникам — В. Деноткиным в 1849 или 1850 году).
На этот же текст Гёте писали музыку многие другие композиторы, в том числе русские; наиболее известна «Гретхен за прялкой» Шуберта (1814).

## Общая характеристика
Тяжка печаль и грустен свет.

Ни сна, ни покоя мне, бедной, нет.

Где нет его, — передо мной

Могилой там весь мир земной.

Потух, поблёк мой бедный ум,

Нет ясных чувств, нет светлых дум.

Тяжка печаль и грустен свет,

Ни сна, ни покоя мне, бедной, нет.
Композитор А. Н. Серов в своих «Воспоминаниях о Глинке» даёт подробнейшую характеристику «Песни Маргариты». Замечая, что, прежде всего, сам перевод Губера, положенный в основу романса Глинки, слабо передаёт характер немецкой Гретхен, Серов пишет, что вслед за ним и музыка Глинки носит «чисто славянский характер». По мнению Серова, текст Губера — «хорошие стихи, проникнутые чувством, но именно в чувстве своём крайне мало похожие на безвыходную и лаконически высказанную „тоску“ оригинала». Что касается музыки Глинки, то она, «со своею шопеновскою мягкостью очертаний и расплывчатостью лирического чувства, уводит впечатления ещё дальше от фаустовой Гретхен…». Вместе с тем Серов подчёркивает, что глинковская «Песнь Маргариты» «как отдельная вещь, без отношения к Гёте и к его „Фаусту“, — музыка восхитительная и одно из лучших созданий Глинки вообще».
Современные исследователи также относят «Песнь Маргариты» к наиболее ярким и проникновенным романсам Глинки. Так, О. Е. Левашёва видит в ней «один из лучших образцов глинкинской декламационной мелодики». Б. В. Асафьев называет её «одной из выдающихся лирико-драматических пьес Глинки».
«Песнь Маргариты» написана в духе элегии, однако, по замечанию М. А. Овчинникова, по своему содержанию она шире рамок этого жанра и приближается, скорее, к лирико-психологической арии. Б. В. Асафьев также полагает, что «Песнь Маргариты» трудно назвать романсом в строгом смысле слова, поскольку её выразительность и образность выходят за пределы романсовой камерности. О. Е. Левашёва подчёркивает, что драматический характер экспрессии, присущий «Песне Маргариты», нов и для самого Глинки: характерная для него кантиленность звучания сменяется здесь прерывистостью вокальной линии, создающей впечатление вздохов и сдерживаемых слёз. М. А. Овчинников видит в интонациях «Песни» и особенностях её аккомпанемента родство с традицией Баха; он особо отмечает, что трагическое звучание мелодии нигде не нарушается «ни неуместной аффектацией, ни броской вокальной колоратурой».

## Исполнители
Известно, что Глинка, обладавший хорошим голосом, нередко сам исполнял свои романсы. «Песнь Маргариты» также входила в его репертуар, о чём свидетельствует в своих воспоминаниях и А. Н. Серов. Серов пишет также, что романс получил популярность благодаря исполнению Д. М. Леоновой, которая разучивала его под руководством самого Глинки.
В числе исполнителей романса были в разные годы А. В. Нежданова, Г. П. Вишневская, В. Н. Левко, Г. А. Ковалёва, Н. П. Рождественская, Е. В. Шумская, М. И. Литвиненко-Вольгемут и др..